# Chaunacidae

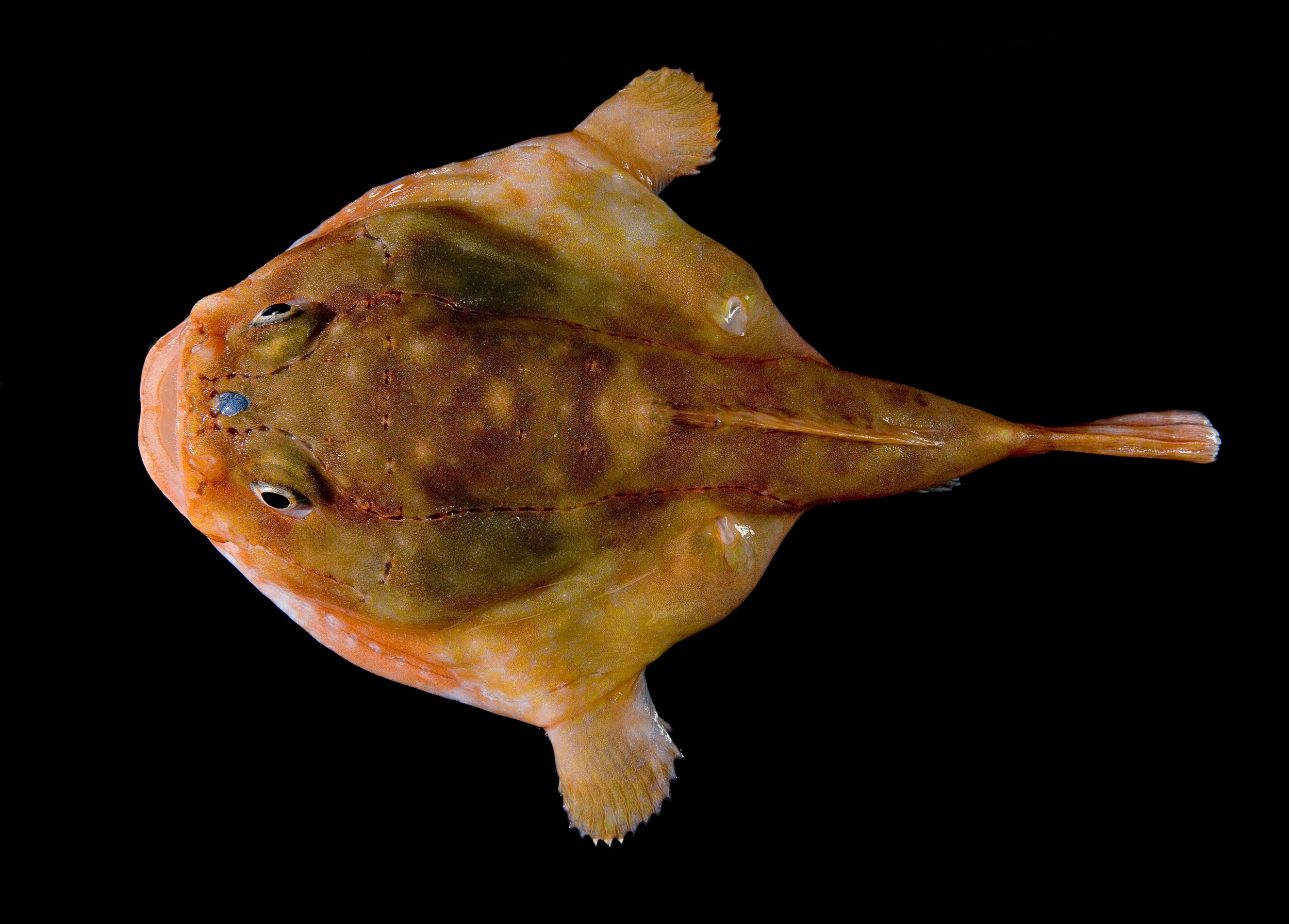
Chaunax stigmaeus

Chaunacidae är en familj av marulkartade fiskar (Lophiiformes) som lever i djuphavet.
De är bottenlevande och förekommer på kontinentalbranten i Atlanten, Indiska Oceanen och Stilla Havet. på djup upp till åtminstone 2460 m. Av familjens två släkten förekommer Chaunacops typiskt på större djup än Chaunax, men överlappningen är stor.
De har stora klotformiga kroppar, en kort sammantryckt stjärt och täcks av små taggiga fjäll. Deras främsta ryggfena är modifierad till ett kort "metspö" med ett bioluminiscent bete i spetsen, som dinglar över den uppåtvända, nästan vertikala, munnen vars tänder är små. Sidolinjens kanaler är påfallande tydliga. De är mellan 7 och 40 cm långa och skära till djupt orangeröda.

## Systematik
Familjen delas in i två släkten med sammanlagt 16 arter.
- Chaunacops
  - Chaunacops coloratus (Garman, 1899)
  - Chaunacops melanostomus (J. H. Caruso, 1989)
  - Chaunacops roseus (T. Barbour, 1941)
- Chaunax
  - Chaunax abei Le Danois, 1978
  - Chaunax breviradius Le Danois, 1978
  - Chaunax endeavouri Whitley, 1929
  - Chaunax fimbriatus Hilgendorf, 1879
  - Chaunax flammeus Le Danois, 1979
  - Chaunax latipunctatus Le Danois, 1984
  - Chaunax nudiventer H. C. Ho & K. T. Shao, 2010
  - Chaunax penicillatus McCulloch, 1915
  - Chaunax pictus R. T. Lowe, 1846
  - Chaunax stigmaeus Fowler, 1946
  - Chaunax suttkusi J. H. Caruso, 1989
  - Chaunax tosaensis Okamura & Oryuu, 1984
  - Chaunax umbrinus C. H. Gilbert, 1905